# Kim Ki-taik
Kim Ki-taik (기택 김, 3 oktober 1962) is een Zuid-Koreaans tafeltennisser. Hij kwam uit het relatieve niets toen hij op de Olympische Zomerspelen 1988 zilver won in het enkelspel en samen met zijn landgenoot Kim Wan met een vierde plaats in het dubbelspel maar net naast een tweede medaille greep. Zijn Olympische zilver bleef de grootste prijs uit zijn sportloopbaan.

## Sportieve loopbaan
Ki-taik maakte zijn internationale (senioren)debuut op de wereldkampioenschappen in Novi Sad 1981. Hij nam tot en met 1989 aan vijf WK's deel, waarop hij in totaal twintig toernooien in verschillende disciplines speelde. Het beste resultaat dat hij daarbij boekte was een vijfde plaats met het nationale mannenteam, in het landentoernooi van Dortmund 1989.

Op verschillende grote toernooien in Azië was Ki-taik succesvoller, met een finaleplaats in het dubbelspel van de Aziatische Spelen 1982 als hoogtepunt. In de eindstrijd legde hij het samen met Wan af tegen het Japanse duo Hiroyuki Abe/Seiji Ono. Vijf jaar later voegde de Zuid-Koreaan een bronzen medaille aan zijn prijzenkast toe, die hij dat jaar won in de Azië Cup.
Ki-taik kwam zodoende als relatieve middenmoter aan op de Olympische Spelen, die in 1988 in zijn thuisland gehouden werden. Daar liepen immers heel wat meer gelauwerde spelers rond, zoals Tibor Klampár, Jiang Jialiang en Chen Longcan, om niet te spreken van aankomende wereldtoppers als Jörgen Persson, Jan-Ove Waldner en Erik Lindh. Stuk voor stuk opponenten die zich in het recente verleden of de nabije toekomst meervoudig wereldkampioen mochten noemen. In Seoel bleef Ki-taik ze allemaal voor. Alleen zijn landgenoot Yoo Nam-kyu voorkwam in de finale dat hij met goud naar huis kon.